# Sologne (rivière)
Pour les articles homonymes, voir Sologne (homonymie).
La Sologne est une rivière française qui coule dans les départements de l'Allier et du Cher, en régions Auvergne-Rhône-Alpes et Centre-Val de Loire. C'est un affluent droit de la Marmande, donc un sous-affluent de la Loire par le Cher.

## Géographie
De 25,4 km de longueur, la Sologne prend naissance à Le Vilhain, au sud de la forêt de Tronçais, dans le département de l'Allier, à une altitude de 350 mètres. 
Dès sa naissance, elle se dirige vers le nord-ouest, plus ou moins parallèlement à la Marmande. Comme cette dernière, elle traverse cette forêt, qui est la plus belle et la plus vaste chênaie d'Europe, où elle alimente plusieurs étangs : l'Étang du Rutin, l'Étang de Tronçais, l'Étang de Morat. 
Une fois la forêt traversée, elle entre dans le département du Cher et se jette dans la Marmande, à Charenton-du-Cher, 180 m d'altitude.

### Communes et cantons traversés
La Sologne traverse les sept communes suivantes :
- Dans le département de l'Allier : Le Vilhain (source), Cérilly, Le Brethon, Vitray, Saint-Bonnet-Tronçais et Ainay-le-Château.
- Dans le département du Cher : Charenton-du-Cher (confluence).

Soit en termes de cantons, la Sologne prend source dans le canton de Bourbon-l'Archambault, traverse le canton de Hérisson, conflue dans le canton de Dun-sur-Auron, le tout dans les deux arrondissement de Montluçon et⋅arrondissement de Saint-Amand-Montrond.

### Bassin versant
La Sologne traverse une seule zone hydrographie 'La Sologne & ses affluents' (K542) de 93 km2 de superficie. Ce bassin versant est constitué à 58,72 % de « territoires agricoles », à 39,99 % de « forêts et milieux semi-naturels », à 1,57 % de « territoires artificialisés », à 0,37 % de « surfaces en eau ».

## Affluents
La Sologne a deux affluents référencés :
- le ruisseau de la Garenne (rg[note 1]), 1,2 km sur la seule commune de Le Vilhain.
- la Goutte de l'Étang Saloup (rg), 5,3 km sur les deux communes de Vitray et Le Brethon, avec trois affluents :
  - le ruisseau de Rifaudière (rd), 2,9 km sur les deux communes de Vitray et Le Brethon.
  - la Clef des Fossés (rd) (rd), 3,6 km sur les deux communes de Vitray et Le Brethon.
  - le ruisseau de la Grange (rd), 5 km sur les deux communes de Vitray et Le Brethon.

### Rang de Strahler
Donc le rang de Strahler est de trois.

## Hydrologie

### La Sologne à Ainay-le-Château
Le débit de la Sologne a été observé pendant une période de 14 ans (1994-2007), à Ainay-le-Château, localité du département de l'Allier, située peu avant son confluent avec la Marmande. Le bassin versant de la rivière y est de 89 km2.
Le module de la rivière à Ainay-le-Château est de 1,63 m3/s.
La Sologne présente des fluctuations saisonnières de débit assez importantes. Les hautes eaux ont lieu en hiver et au printemps, et s'accompagnent de débits mensuels moyens allant de 0,78 à 1,17 m3/s, de décembre à mai inclus (maximum en février). En juin, le débit s'effondre littéralement et le passage aux basses eaux se fait presque sans transition. Elles se déroulent de juin à octobre, avec une baisse du débit moyen mensuel allant jusque 0,123 m3/s au mois d'août (123 litres par seconde), ce qui n'est pas encore trop sévère.

### Étiage ou bases eaux
Le VCN3 peut cependant chuter à 0,012 m3/s, en cas de période quinquennale sèche, soit 12 litres par seconde, ce qui peut être considéré comme sévère.

### Crues
D'autre part les crues ne sont habituellement guère importantes. Les QIX 2 et QIX 5 valent respectivement 4,6 et 6,7 m3/s. Le QIX 10 vaut 8,1 m3/s, tandis que le QIX 20 se monte à 9,5 m3/s. Le QIX 50 n'a pas été calculé.
Le débit instantané maximal enregistré à Ainay-le-Château a été de 10,6 m3/s le 5 mai 2001, tandis que la valeur journalière maximale était de 7,81 m3/s le même jour. En comparant le premier de ces chiffres aux valeurs des différents QIX de la rivière, il apparaît que cette crue était plus que d'ordre vicennal et donc assez exceptionnelle.

### Lame d'eau et débit spécifique
La lame d'eau écoulée dans le bassin de la Sologne est de 218 millimètres annuellement, ce qui est supérieur aux lames d'eau observées en général pour les cours d'eau de plaine du bassin de la Loire. C'est cependant très nettement inférieur à la moyenne d'ensemble de la France, et inférieur également (mais de peu) à celle de l'ensemble du bassin versant de la Loire (244 millimètres/an). Le débit spécifique (ou Qsp) se monte dès lors à 6,9 litres par seconde et par kilomètre carré de bassin.

## Aménagements et écologie

### Curiosités - Tourisme
- Saint-Bonnet-Tronçais : la forêt domaniale de Tronçais, les étangs de Tronçais, de Saint-Bonnet, de Morat et de Saloup.
- Ainay-le-Château : château de Chandon du XIVe siècle, porte de l'Horloge et remparts, donjon des XVIe et XVIIe siècles. Église en partie du XIIe. Étangs.